# 니더작센 관구

16세기 시작 무렵의 니더작센 관구

니더작센 관구(Niedersächsischer Reichskreis)는 신성 로마 제국의 관구이다. 중세의 작센 공국 (베스트팔렌)을 제외한)의 지역을 포함했으며, 오버작센 관구로부터의 차이점을 두기 이전에는 본래 작센 관구(Sächsischer Kreis 또는 Sächsischer Reichskreis)라고 불렸다.
니더작센 관구의 흔치 않게 여러 시대에서 덴마크(홀슈타인), 그레이트브리튼(하노버), 스웨덴(브레멘)의 군주들 모두가 신성 로마 제국의 국가들의 제후였다.

## 기원
니더작센 관구에 대한 최초 계획은 1438년에 알브레히트 2세에서 비롯됐다. 제국령 작센 관구는 1500년에 공식적으로 만들어졌지만 1512년에 니더작센 관구와 오버작센 관구로 나뉘게 되었다. 이 분리는 1522년에서야 성문화되었으며, 제국 최고 법원에 의한 분리가 완전히 시행되기 전에 시간이 좀 필요했었다. 뿐만 아니라, 오버작센 관구가 먼저 언급되었고, 니더작센 관구 또는 네덜란드 지역은 이후에 이뤄졌다. 니더작센(Niedersachsen)이라는 용어는 1548년에서야 처음으로 사용되었다.

## 영역
니더작센 관구는 현재의 니더작센주의 최동부 지역, 작센안할트주의 최북부 지역(알트마르크 제외), 메클렌부르크, 홀슈타인 (디트마르센 제외), 함부르크, 브레멘, 추가적으로 브란덴부르크주와 튀링겐주의 작은 지역들이 포함됐었다. 대게 니더작센 관구는 할레, 위터보크와 같은 작은 월경지들로 이뤄진 지속적으로 연결된 영역이였다. 노르트하우젠과 뮐하우젠은 역시도 제국 관구의 부분 외부에 위치했었다. 관구 내부에는 1052년부터 브레멘 대주교국과 동군 연합을 이룬 페르덴 대주교국이 있었다. 샤움부르크와 슈피겔베르크 백국 또한 동군 연합의 일부였으나, 니더작센 관구에 속하지는 않았다.
신성 로마 제국의 몰락 때, 네더작센 관구는 1,240 평방 마일과 2,120,000명의 인구를 지녔었다. 종교에 관해서, 거주민들의 대다수가 개신교도였다. 예외로는 가톨릭 힐데스하임 주교국이 있다.

## 구조
니더작센 관구의 상당 영역은 벨프 가문이 다스리던 지역으로 이뤄졌었다. 종교 개혁으로 새롭게 개종한 마그데부르크 대주교국은 1513년부터 호엔촐레른가 출신의 관리들의 통치를 받았다. 또한 1648년에 할버슈타트 주교국이 브란덴부르크 변경백국에게 넘어갔다. 종교 개혁후 브레멘 대주교국은 덴마크와 스웨덴의 지배를 받다, 1715년에 벨프 가문에게 넘어갔다. 올덴부르크 공국을 통해, 덴마크의 군주는 제국 관구의 제후가 되었다. 또한 제국 관구의 그들의 소유지를 지녔던 결과로 프로이센, 스웨덴 그리고 브라운슈바이크뤼네부르크 선제후국을 다스렸던 그레이트브리튼의 군주들 역시도 제국의 제후가 되었다. 제국 전체 중에서, 니더작센 관구는 대부분 외국의 군주들이 다스려졌다. 이에 상관없이 벨프 가문의 니더작센내 관구내에서 강력한 위치는 메클렌부르크 공작들과 덴마크의 군주들에게서 완전한 지배로부터 벗어나게 해주었다.

## 구성
니더작센 관구는 다음의 국가들로 이뤄졌다:
| 명칭                     | 정부 형태      | 참고 |
| ------------------------ | -------------- | --- |
| 블랑켄부르크             | 백국           | 1123년에 세워졌으며, 1599년부터 브라운슈바이크볼펜뷔텔 공작들이 소유했고, 1703년에 공국으로 승격했다                                                             |
| 브레멘                   | 주교후국       | 787년에 샤를마뉴가 세웠으며, 1648년에 스웨덴 왕가의 영지인 브레만 공국으로서 세속화되었고, 1719년에 하노버에 넘어간다.                                           |
| 브레멘                   | 제국 도시      | 1186년부터 제국 도시 지위 유지 |
| 브라운슈바이크뤼네부르크 | 공국           | 1235년–1269년 사이에는 분리되지 않았으며, 제국 관구 설립 이전에는 하나의 국가로 있었다. 그 후에 이 지역에 모든 벨프 가문 영지에 보편적으로 이름 붙여졌다.        |
| 칼렌베르크               | 후국, 공국     | 1494년부터 브라운슈바이크뤼네부르크와의 일부 중 하나였으며, 1705년에 첼레와 함께 통합되어 볼펜뷔텔을 제외한 모든 브라운슈바이크 지역을 포함한 하노버가 세워졌다. |
| 간더스하임               | 대수도원장후국 | 852년에 작센 공작 리우돌프가 세웠으며, 919년에 하인리히 1세가 제국 자유령을 승인하였고, 브라운슈바이크볼펜뷔텔과 경쟁을 벌였다.                                  |
| 고슬라어                 | 제국도시       | 1290년부터 제국 도시 지위 유지 |
| 그루벤하겐               | 후국           | 1291년부터 1596년까지 브라운슈바이크뤼네부르크의 일부였다. |
| 할버슈타트               | 주교후국       | 804년에 샤를마뉴가 세웠으며, 1648년에 브란덴부르크가 할버슈타트 공국으로서 소유함으로써 세속화되었다.                                                            |
| 함부르크                 | 제국도시       | 1189년부터 제국 도시 지위 유지 |
| 히델스하임               | 주교후국       | 815년에 루트비히 1세가 세웠다. |
| 홀슈타인                 | 공국           | 1474년에 세워졌으며, 덴마크의 왕가인 올덴부르크 가문이 소유했고, 1648년부터 글뤼크슈타트에 위치했다.                                                             |
| 홀슈타인고트로프         | 공국           | 1544년부터 1773년까지 홀슈타인의 일부였다. |
| 뤼베크                   | 주교후국       | 1160년에 하인리히 사자공이 세웠다. |
| 뤼베크                   | 제국도시       | 1226년부터 제국 도시 지위 유지 |
| 뤼네부르크               | 후국           | 1269년부터 1705년까지 브라운슈바이크뤼네부르크의 일부였다. |
| 마그데부르크             | 대주교후국     | 955년에 신성 로마 제국의 황제 오토 1세가 세웠으며, 1680년에 마그데부르크 공국으로서 브란덴부르크가 소유함으로써 세속화되었다.                                    |
| 메클렌부르크슈베린       | 공국           | 1352년에 세워졌다. |
| 메클렌부르크귀스트로     | 공국           | 1520년부터 1552년까지, 다시 1621년부터 1695년까지 메클렌부르크슈베린의 일부였다.                                                                                 |
| 메클렌부르크스텔리츠     | 공국           | 1701년부터 메클렌부르크슈베린의 일부였다. |
| 뮐하우젠                 | 제국도시       | 1251년부터 제국 도시 지위 유지 |
| 노르트하우젠             | 제국도시       | 1220년부터 제국 도시 지위 유지 |
| 란차우                   | 백작령         | 1650년에 세워졌으며, 1734년부터 덴마크의 왕가 올덴부르크 가문이 소유했다.                                                                                        |
| 라체부르크               | 주교후국       | 1154년에 하인리히 사자공가 세웠으며, 1648년에 라체부르크 공국으로서 1701년부터 메클렌부르크, 메클렌부르크스텔리츠 공작들이 소유함으로써 세속화되었다.            |
| 레겐슈타인               | 백국           | 1160년에 세워져, 1368년에 블랑켄부르크와 합쳐졌고, 1599년부터 브라운슈바이크볼펜뷔텔 공작들이 소유했다.                                                          |
| 작센라우렌부르크         | 공국           | 1296년에 세워졌으며, 1689년에 브라운슈바이크칼렌베르크 공작에게 넘어갔다.                                                                                        |
| 슈베린                   | 주교후국       | 1154년에 하인리히 사자공가 세웠으며, 1239년부터 뷔쵸우에 위치했다가, 1648년에 공국으로서 메클렌부르크슈베린 공작들이 소유함으로써 세속화되었다.                  |
| 볼펜뷔텔                 | 후국           | 1269년부터 브라운슈바이크뤼네부르크의 일부였으며, 1815년에 브라운슈바이크 공국이 되었다.                                                                         |

## 참고 자료
- The list of states making up the Lower Saxon Circle is based on that in the German Wikipedia article Niedersächsischer Reichskreis.